# 皮奥伊州弗洛雷斯塔
皮奥伊州弗洛雷斯塔（葡萄牙語：Floresta do Piauí）是巴西皮奥伊州的一个市镇。总面积206.144平方公里，总人口2564人，人口密度12.4人/平方公里。